# تمثال الأمثال
تمثال الأمثال كتاب جمع للأمثال العربية، من تأليف أبي المحاسن محمد بن علي العبدري الشيبي، وهو فقيه من أعلام القرن 14 م، وُلد في مكة وعاش بين اليمن والقاهرة. حققه أسعد ذبيان ونشره في جزئين عن دار المسيرة يتناول "تمثال الأمثال" الأمثال العربية من زاوية وصفها واستعمالها، حيث يتتبع المؤلف في هذا السياق آراء وأعمال الفارابي في كتابه "ديوان الأدب". ويُعنى الكتاب بتقديم الأمثال مع شرح دقيق لمواردها واستخداماتها عبر التاريخ الأدبي والثقافي العربي.